# Nitocrella psammophila
Nitocrella psammophila is een eenoogkreeftjessoort uit de familie van de Ameiridae. De wetenschappelijke naam van de soort is voor het eerst geldig gepubliceerd in 1954 door Chappuis.